# Spare
Taxons concernés
- Boridia grossidens

Des espèces de la famille des Sparidae
- Pagrus major
- Argyrops spinifer
- Argyrops filamentosus
- Les espèces des genres :
  - Chrysoblephus
  - Cymatoceps
  - Porcostoma
  - Pterogymnus
  - Sparidentex
  - Sparodon
  - Stenotomusmodifier

Le terme spare désigne plusieurs espèces de poissons de bonne qualité gustative, de la famille des sparidés, hormis Boridia grossidens. Les genres Chrysoblephus, Cymatoceps, Porcostoma, Pterogymnus, Sparidentex, Sparodon et Stenotomus sont exclusivement constitués de spares.

## Liste des spares
- Spare à front rayé - Chrysoblephus lophus
- Spare à selle blanche - Chrysoblephus laticeps
- Spare bourriquète - Boridia grossidens
- Spare broyeuse - Sparodon durbanensis
- Spare dentue - Porcostoma dentata
- Spare doré - Stenotomus chrysops
- Spare du Natal - Chrysoblephus anglicus
- Spare élégant - Chrysoblephus puniceus
- Spare épineux - Stenotomus caprinus
- Spare gibbeux - Chrysoblephus gibbiceps
- Spare japonaise - Pagrus major
- Spare nasique - Cymatoceps nasutus
- Spare panga - Pterogymnus laniarius
- Spare poignard - Chrysoblephus cristiceps
- Spare royal - Argyrops spinifer
- Spare sobaity - Sparidentex hasta
- Spare soldat - Argyrops filamentosus
- Spare tête-de-mouton - Archosargus probatocephalus